# K2-72
K2-72（EPIC 206209135とも呼ばれる）とは、地球からみずがめ座の方向に約227光年 (70 pc)離れた場所に存在しているスペクトル分類がM2.7Vの温度の低い赤色矮星である。地球とほぼ同じサイズの4個の太陽系外惑星が周囲を公転していることが知られており、そのうちの1つはハビタブルゾーン内に位置していることが判明している。

## 名称と歴史
K2-72は、2MASSカタログ番号J22182923-0936444、EPIC（Ecliptic Plane Input Catalog）カタログ番号206209135という名称もある。
K2-72の周囲を公転する惑星は、NASAのケプラーミッションによって発見された。このミッションは、恒星の周囲のトランジットを起こす惑星を発見することを任務としている。ケプラーが使用するトランジット法では、恒星の明るさの低下を検出する。これらの明るさの低下は、地球の観点から、軌道が恒星の前を横切る惑星として解釈できる。K2-72という名称は、この恒星が、惑星候補を確認したK2ミッションによって発見されカタログ化された72番目の恒星であるという事実に直接由来している。
名称b、c、d、およびeは、発見の順序に由来する。bの指定は、対象の恒星の周囲を公転する最初の惑星に与えられ、以後c、dとアルファベットが続く。K2-72の場合、惑星は4つあるため、bからeの文字のみが使用される。当初、惑星はすべて地球よりも小さいと考えられていた。しかし、2017年にMartinezらによる新しい分析が行われた。Courtney Dressingは、K2-72が以前の推定値よりも大幅に大きいことを発見し、それによってすべての惑星が地球よりも大きいことが判明したが、それでもすべて地球型惑星である。

## 特徴
K2-72は、Dressingらが行った分析によると、太陽質量の約27%、太陽半径の約33%のM型の恒星である。Martinezらによって発見された結果では、太陽半径および質量の約36%の、より大きな恒星を示唆している。どちらも、0.013~0.015の太陽光度の推定値を示している。表面温度は3360~3370ケルビンで、年齢は不明である。それに比べて、太陽の年齢は約46億年で、表面温度は5778ケルビンである。
K2-72の見かけの等級、つまり地球の視点から見たときの明るさは15.309である。そのため、肉眼で見るには薄暗く、望遠鏡でしか観測することができない。

## 惑星系
K2-72は4つの惑星を持つことが知られており、そのすべてが地球型惑星の可能性がある。K2-72cはハビタブルゾーンの内側の限界付近に位置している可能性があるが、現在ハビタブルゾーン内に存在することがわかっているのは1つ（K2-72e）のみである。
| 名称 （恒星に近い順） | 質量 | 軌道長半径 （天文単位） | 公転周期 (日)                | 軌道離心率                  | 軌道傾斜角        | 半径               |
| --------------------- | ---- | ----------------------- | ---------------------------- | --------------------------- | ----------------- | ------------------ |
| b                     | —    | 0.040+0.004 −0.005      | 5.577212+0.000417 −0.000419  | 0.110000+0.196982 −0.087659 | 89.15+0.59 −0.86° | 1.08±0.11 R⊕       |
| d                     | —    | 0.050+0.004 −0.006      | 7.760178±0.001496            | 0.110000+0.207832 −0.092330 | 89.26+0.50 −0.69° | 1.16±0.13 R⊕       |
| c                     | —    | 0.078+0.007 −0.01       | 15.189034+0.003128 −0.003149 | 0.110000+0.201970 −0.091536 | 89.54+0.32 −0.44° | 1.01±0.12 R⊕       |
| e                     | —    | 0.106+0.009 −0.013      | 24.158868+0.003726 −0.003850 | 0.110000+0.198676 −0.086832 | 89.68+0.22 −0.32° | 1.29+0.14 −0.13 R⊕ |